# Emilio Ariño
Emilio Ariño (Madrid, 5 de abril de 1930 - Buenos Aires, 9 de agosto de 1996) fue un locutor, periodista, animador, actor y director de la Argentina.

## Biografía
Hijo del actor Vicente Ariño y nieto de la actriz Amalia Sánchez Ariño, su familia emigró a la Argentina siendo él un niño. 
Trabajó en una fábrica de importación y exportación, en un frigorífico, en una empresa forestal y en casas mayoristas. Luego inició su propio comercio de venta de cigarrillos. 

## Vida personal
En 1960 formó una pareja sentimental con la periodista y actriz Pinky, con quien llegó a tener intenciones de casarse en San Justo y tener una luna de miel en Bariloche, aunque ello nunca se concretó. 
Tiempo después, se casó con la locutora, conductora y periodista Evangelina Solari, matrimonio que terminó en divorcio.

## Carrera
Obtuvo su primer trabajo relacionado con la televisión en Canal 7, como asistente de producción en Marido a precio fijo. Más adelante comenzó a trabajar como director de cámaras, debutando con El arte de la elegancia, luego siguió Teatro universal y Comedias de una gran ciudad entre otros. En 1966 incursionó por primera vez en la animación televisiva, y también por esa época se iniciaba en la actuación y en la dirección teatral. En 1970 ingresó a Teleonce como conductor periodístico del noticiero central permaneciendo en su cargo durante diecinueve años.
En sus últimos años, estando alejado de la televisión por problemas de salud, se dedicó a sus trabajos en radio del Plata y la revista del diario Crónica, Ahora.

## Conductor de TV
- 1982 - Pantalla abierta. Canal 9.
- 1964 - Sábados Continuados. Canal 9.

## Director
- 1984 - Pobre Clara. (Televisión)
- 1983 - Amor gitano (Televisión)
- 1970 - Pasión dominguera (o Los hinchas)
- 1961 - La salvaje (Televisión)
- 1958?- Bettina (Teatro)
- 1959-1967 - Teatro de suspenso. (Televisión)

## Actor
- 1975 - La Película
- 1973 - José María y María José (Una pareja de hoy) ...Cameo
- 1968 - Este cura u Operación San Antonio. Dirigida por Enrique Carreras.
- 1968 - Un muchacho como yo. Dirigida por Enrique Carreras.